# Sverige i Europamästerskapet i fotboll för herrar 1992
Sveriges fotbollslandslag i EM 1992
Sveriges fotbollslandslag i EM 1992, som gick i Sverige.

## Ledare
- Förbundskapten: Tommy Svensson

## Spelare
| Nr | Namn              | Position                   |
| -- | ----------------- | -------------------------- |
| 1  | Thomas Ravelli    | Målvakt                    |
| 2  | Roland Nilsson    | Back                       |
| 3  | Jan Eriksson      | Back                       |
| 4  | Patrik Andersson  | Back                       |
| 5  | Joachim Björklund | Back                       |
| 6  | Stefan Schwarz    | Mittfältare                |
| 7  | Klas Ingesson     | Mittfältare                |
| 8  | Stefan Rehn       | Mittfältare                |
| 9  | Jonas Thern       | Mittfältare                |
| 10 | Anders Limpar     | Mittfältare                |
| 11 | Tomas Brolin      | Anfallare                  |
| 12 | Lars Eriksson     | Målvakt                    |
| 13 | Mikael Nilsson    | Back                       |
| 14 | Magnus Erlingmark | Back/mittfältare/anfallare |
| 15 | Jan Jansson       | Mittfältare                |
| 16 | Kennet Andersson  | Anfallare                  |
| 17 | Martin Dahlin     | Anfallare                  |
| 18 | Roger Ljung       | Back                       |
| 19 | Joakim Nilsson    | Mittfältare                |
| 20 | Johnny Ekström    | Anfallare                  |